# Coves càrstiques d'Aggtelek i del Carst Eslovac
Les coves càrstiques d'Aggtelek i del Carst Eslovac són unes coves situades a la típica zona temperada del sistema càrstic que presenten una extremadament rara combinació d'efectes climàtics tropicals i glacials i permeten estudiar la història geològica durant desenes de milions d'anys. Per la gran varietat de formacions i pel fet que es concentren en una àrea restringida, les 712 coves identificades actualment constitueixen un exemple destacat dels processos naturals de llarga durada.

## Localització
Aquesta sèrie de paisatges càrstics, que pertanyen a la llista del Patrimoni Mundial de la UNESCO, inclou els conjunts hongaresos d'Aggtelek i de les muntanyes de Szendrő-Rudabánya i Esztramos, i els eslovacs de la cova de glaç de Dobšiná, els altiplans de Koniar i Plešivec i la rodalia de Silica i Jasov. Entre les coves, s'hi inclouen les següents:
- Complex de Baradla i Domica
- Cova de Gombasek
- Cova de glaç de Silica
- Cova de glaç de Dobšiná
- Cova d'aragonita d'Ochtinská
- Cova de Jasovská